# Покруя
Покруя (рум. Pocruia) — село у повіті Горж в Румунії. Адміністративно підпорядковане місту Тісмана.
Село розташоване на відстані 259 км на захід від Бухареста, 27 км на захід від Тиргу-Жіу, 106 км на північний захід від Крайови.

## Населення
За даними перепису населення 2002 року у селі проживали 1119 осіб, усі — румуни. Усі жителі села рідною мовою назвали румунську.